# Musée des Gardes suisses
Le musée des Gardes suisses est situé à Rueil-Malmaison dans les Hauts-de-Seine.

## Localisation
Il est situé dans le poste de garde de l'ancienne caserne des gardes suisses, corps d'élite de l'Ancien Régime chargé d'assurer la garde et la protection du roi. La caserne des gardes suisses à Rueil-Malmaison est appelée aussi Caserne Guynemer.

## Historique
La compagnie des gardes suisse est formée par Louis XIII en 1616. Les premiers gardes sont arrivés à Rueil-Malmaison en 1646, mais ne disposaient pas de caserne. Ils logeaient donc chez l'habitant. En 1754, Louis XV ordonne donc la construction de trois casernes à Rueil-Malmaison (aujourd'hui la caserne Guynemer, toujours debout), Courbevoie (la Caserne Charras) et Saint-Denis (Caserne des Suisses, détruite en 1969). Finalement, les gardes suisses furent massacrés aux Tuileries le 10 août 1792 en défendant Louis XVI.

## Bâtiments
L'architecte Charles Axel Guillaumot construit en 1756 la caserne de Rueil, en même temps et sur le même modèle que celles de Courbevoie et de Saint-Denis. Elles étaient destinées à abriter des gardes suisses. Celle de Rueil a accueilli le deuxième bataillon des gardes suisses, soit environ 800 hommes de troupes. Le bâtiment initial est composé d'un avant-corps central, prolongé par deux ailes, et complété de quatre pavillons. Chacun bâtiment a plusieurs étages : un rez-de-chaussée, 2 niveaux supérieurs, et un étage sous combles.
Caserne agrandie au début du XIXe siècle. Autour de l'ancienne caserne Guynemer les nouveaux bâtiments sont construits en 1950.
Le musée est situé à côté de la caserne de Rueil-Malmaison (caserne Guynemer) qui est la seule des trois casernes à exister encore aujourd'hui et qui est d'ailleurs classée monument historique depuis 1974,.

## Collections
Au travers d'objets et costumes ayant appartenu aux Gardes suisses, le musée retrace l'histoire de ce régiment créé par Louis XIII en 1616. Créé en 1999, il est inauguré le 9 novembre par le maire de Rueil, Jacques Baumel, et l'ambassadeur de Suisse en France, son Excellence Bénédict de Tscharner.

## Galerie

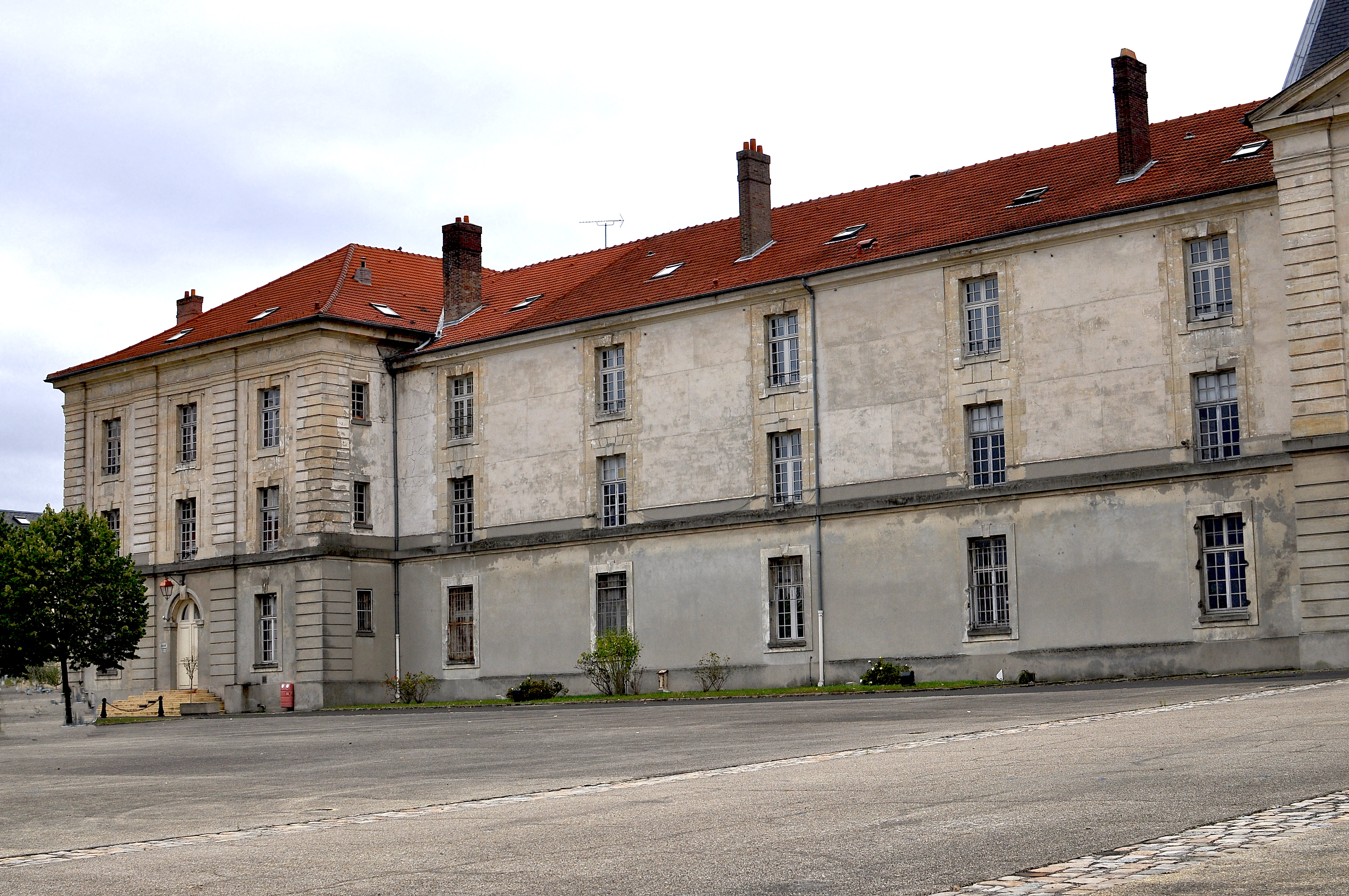
L'aile gauche.
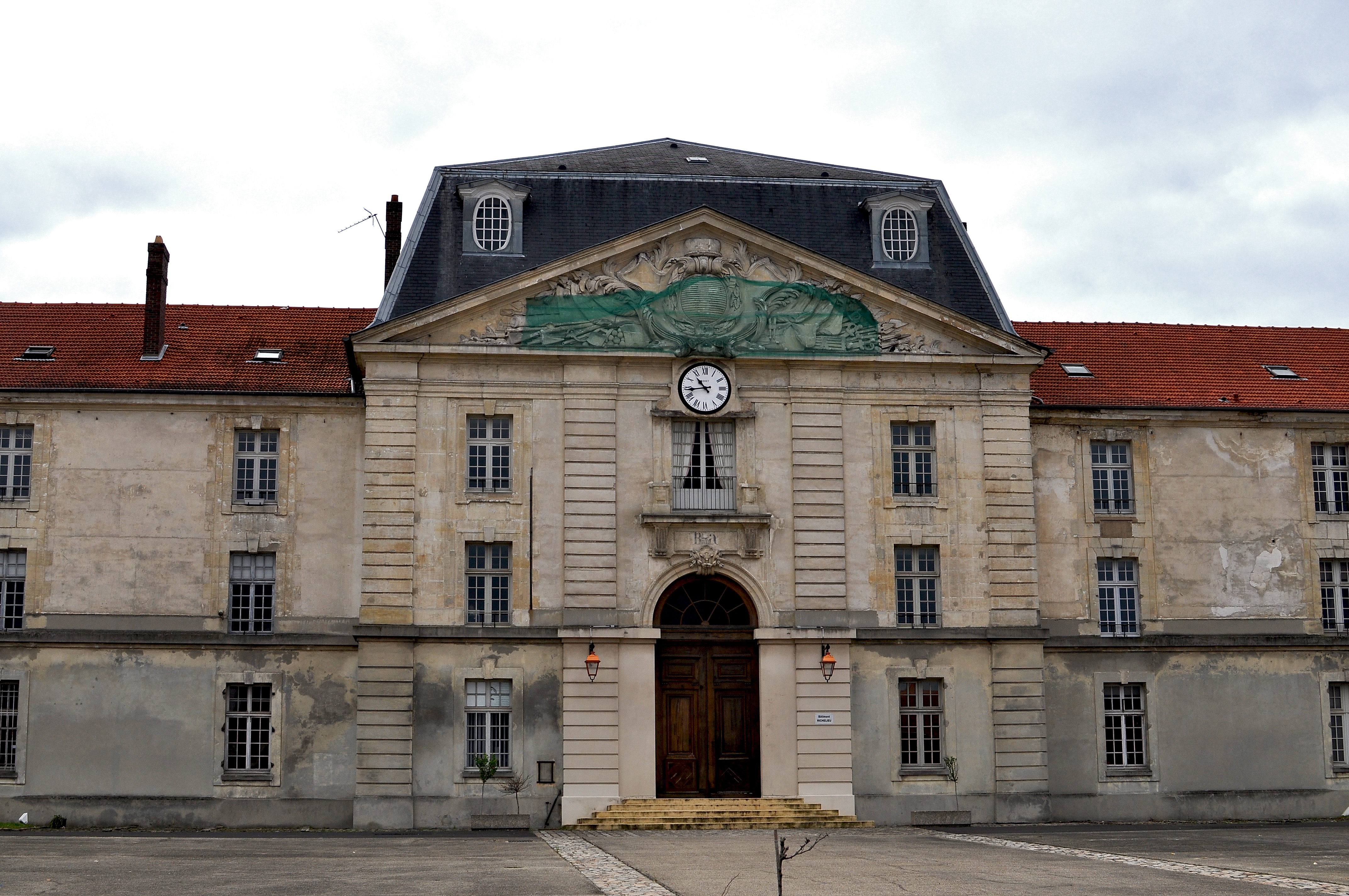
Le bâtiment Richelieu.
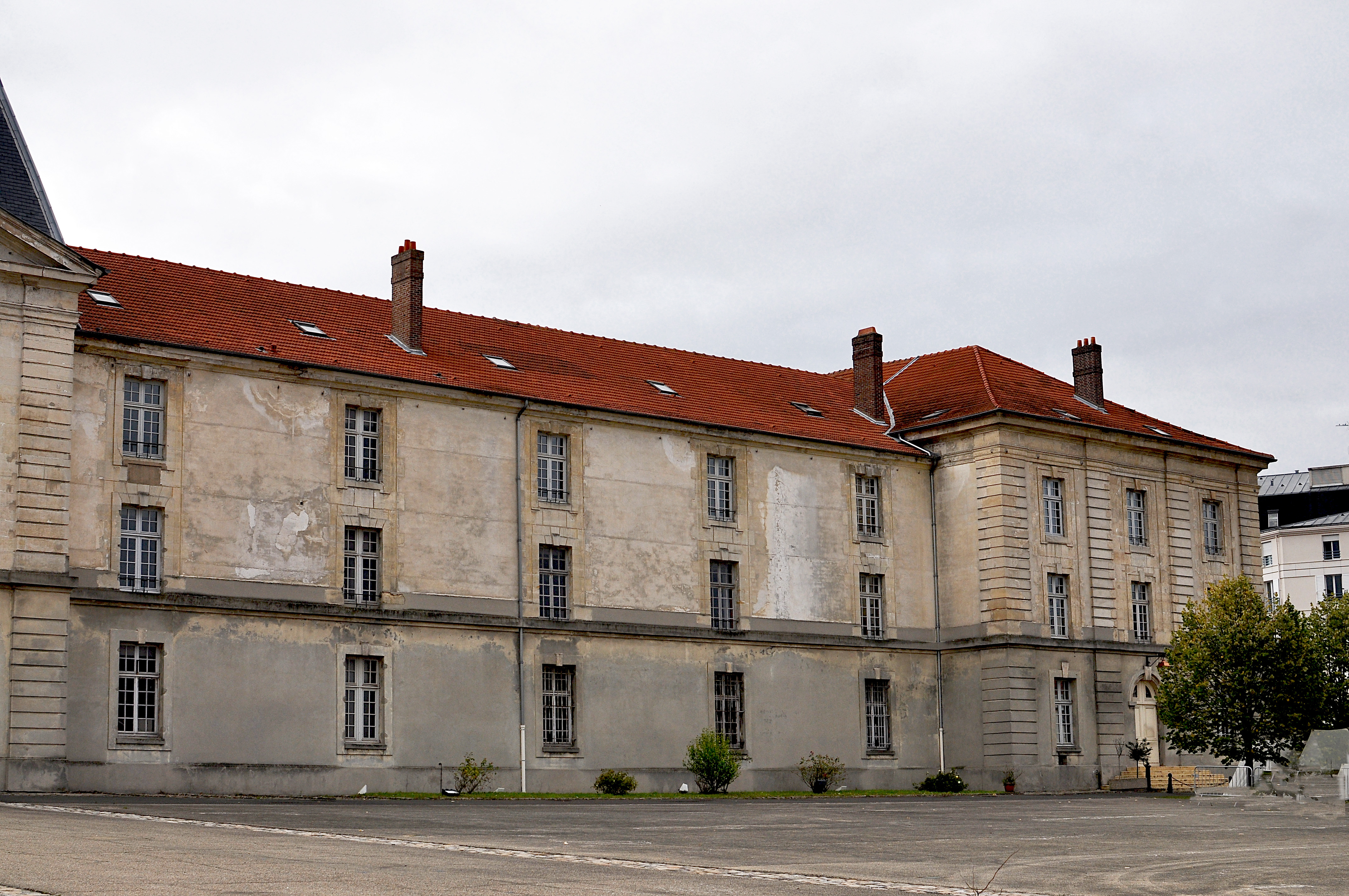
L'aile droite.
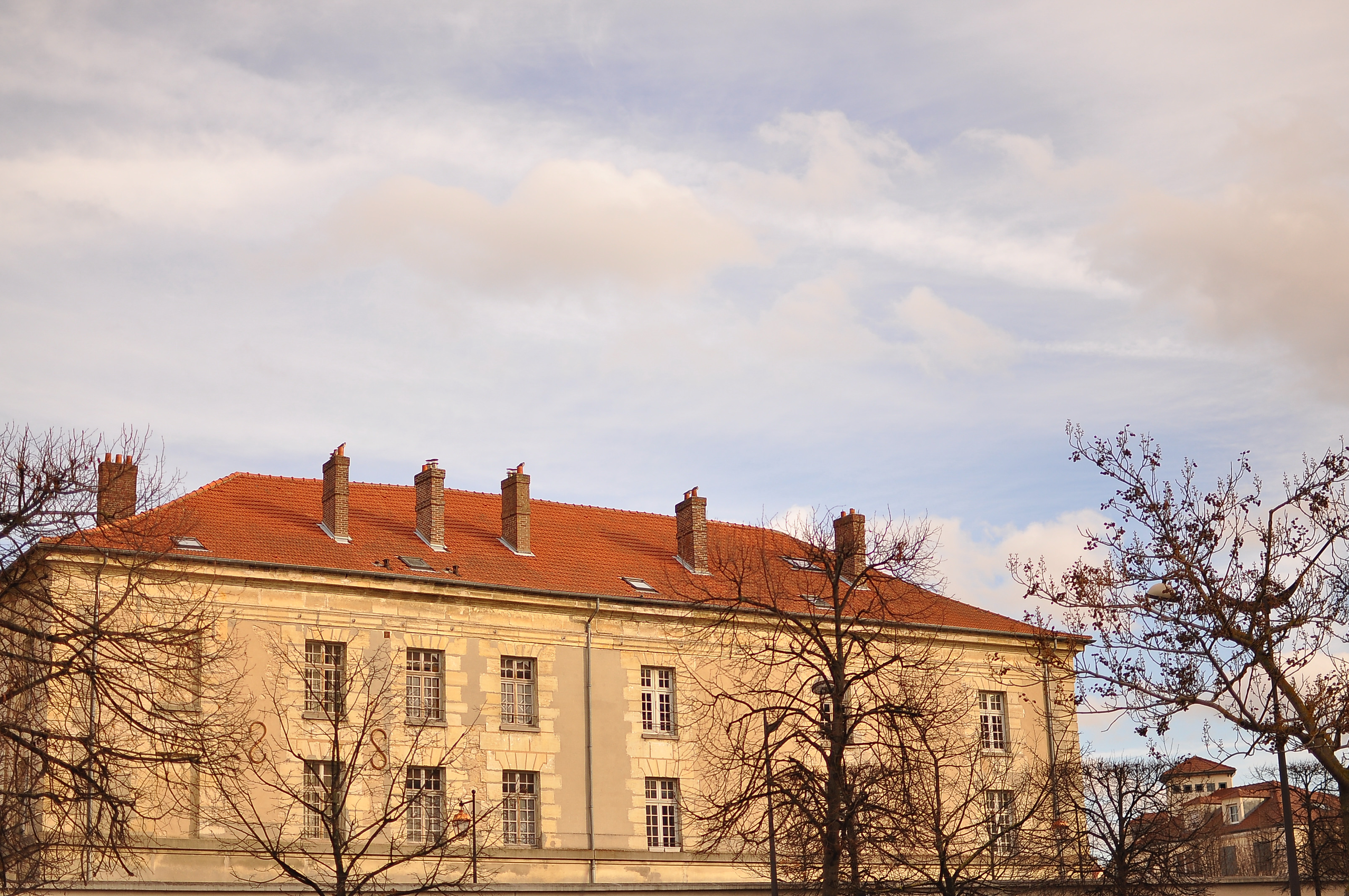
Façade sud-ouest.
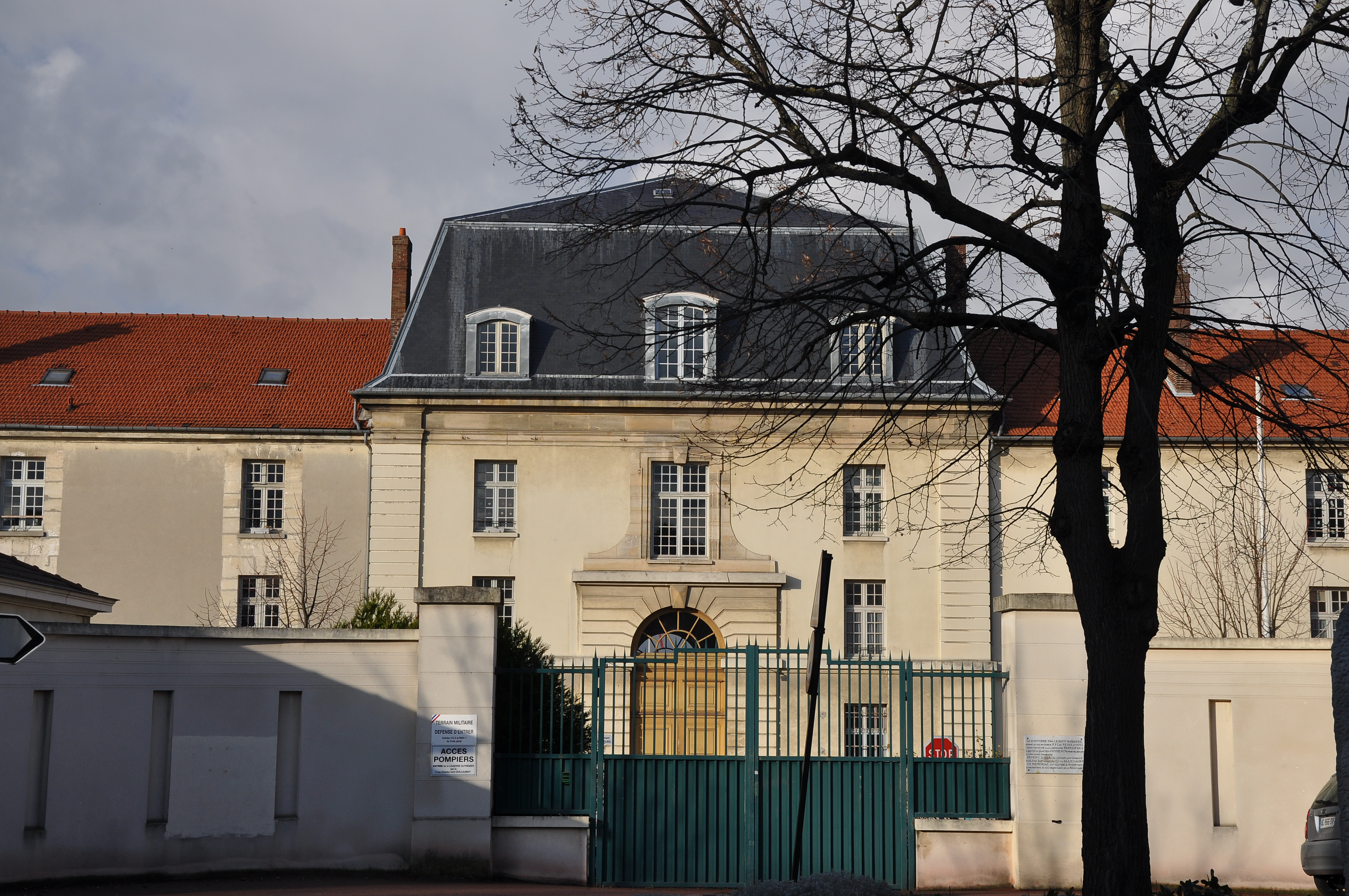
Façade sud-est.
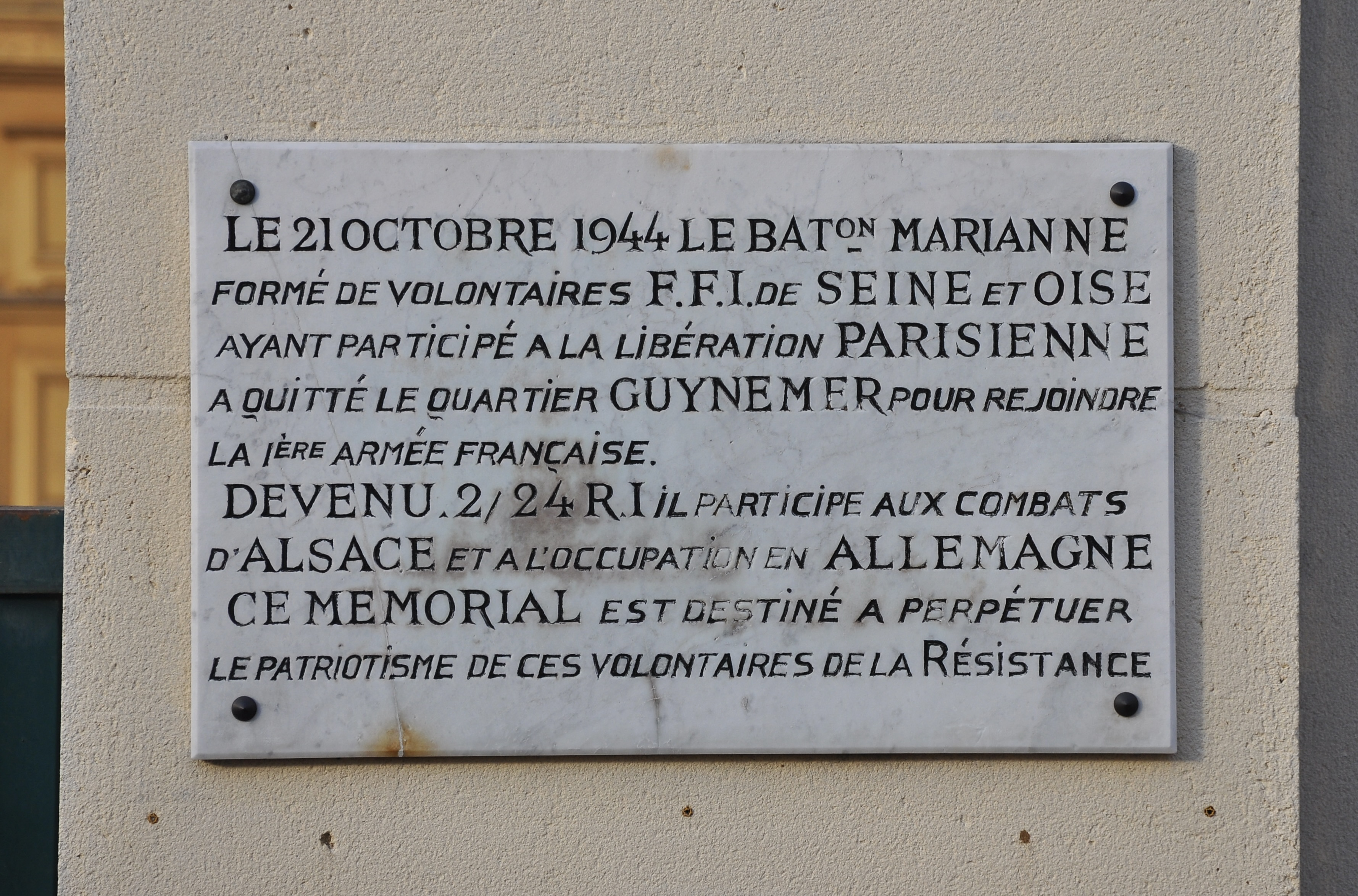
Plaque commémorative de la Seconde Guerre mondiale.